# Cannock
Cannock is een plaats in het bestuurlijke gebied Cannock Chase, in het Engelse graafschap Staffordshire. De plaats telt 65.022 inwoners.